# Wesley Ribeiro Silva
Wesley Ribeiro da Silva (Salvador, 30 de marzo de 1999), conocido simplemente como Wesley, es un futbolista brasileño que juega como extremo en el Club de Fútbol América en la Liga BBVA MX.

## Trayectoria

### Palmeiras
Wesley llegó a las inferiores del equipo de Palmeiras en 2016. Actuando como una velocidad hacia adelante a los lados del campo, ganó notoriedad desde el equipo de la Sub-17 y formó parte del equipo Sub-20 en temporadas 2017, 2018 y 2019, ganando, para esta categoría, tres veces el Campeonato Paulista (2017, 2018 y 2019), el Campeonato Brasileiro (2018), la Copa RS (2018) y la Copa do Brasil (2019).

#### Préstamo a Vitória
En 2019, fue cedido al Vitória para el Campeonato Brasileño de Serie B. La contratación de Wesley fue parte de la negociación que hizo Vitória para transferir al Palmeiras al delantero Luan Silva hasta junio de 2020, a préstamo con un monto fijo de derechos económicos. Debutó como jugador profesional en el partido contra el Sport Recife el 9 de junio de 2019, en un partido por la séptima jornada. En esa ocasión, el Vitória fue derrotado por 3-1, donde Wesley participó del único gol del Club, brindando una asistencia para Anselmo Ramón a los 29 minutos del primer tiempo que empata el partido. Marcó el primer gol de su carrera profesional en la victoria 2-0 ante el Paraná, el 11 de agosto de 2019, en un partido por la decimoquinta jornada. Su segundo gol del partido lo marcó en el minuto 40 del primer tiempo.

### Regreso a Palmeiras
De regreso en el Palmeiras e integrado en el plantel profesional, debutó con el club en la Florida Cup 2020, entrando en el segundo tiempo del partido ante Atlético Nacional. Su debut en un partido oficial se produjo ante Oeste en un partido jugado en el Campeonato Paulista, el 29 de enero de 2020, reemplazando a Gustavo Scarpa en el minuto 9 del segundo tiempo. Su primer gol con el primer equipo de Palmeiras lo marcó ante Bolívar, por la Copa Libertadores 2020. Wesley anotó el segundo gol del equipo en la victoria por 5-0, que clasificó al Club para la fase final de la competición. En su primera temporada como profesional con el Palmeiras, ganó el Campeonato Paulista, la Copa Libertadores y la Florida Cup. El jugador, sin embargo, no jugó en el tramo final de la temporada por una lesión en la rodilla.
En marzo de 2021, se recuperó de la lesión a tiempo para jugar en las finales de la Copa de Brasil. En la final contra Grêmio, Wesley participó en ambos partidos, donde marcó el primer gol en el partido de vuelta, disputado en el Allianz Parque, tras un pase de Raphael Veiga, a los siete minutos del segundo tiempo. Con la victoria en ambos partidos (1-0 en Porto Alegre y 2-0 en São Paulo) , Palmeiras ganó su cuarta Copa de Brasil en ese momento.

## Clubes
| Club               | País   | Año         |
| ------------------ | ------ | ----------- |
| Palmeiras          | Brasil | 2019 - Act. |
| Vitória (Préstamo) | Brasil | 2019        |

## Palmarés

### Campeonatos regionales
| Título              | Club      | País      | Año  |
| ------------------- | --------- | --------- | ---- |
| Campeonato Paulista | Palmeiras | San Pablo | 2020 |
| Campeonato Paulista | Palmeiras | San Pablo | 2022 |

### Campeonatos nacionales
| Título         | Club            | País   | Año  |
| -------------- | --------------- | ------ | ---- |
| Copa de Brasil | S. E. Palmeiras | Brasil | 2020 |
| Serie A        | S. E. Palmeiras | Brasil | 2022 |

### Campeonatos internacionales
| Título              | Club      | País   | Año  |
| ------------------- | --------- | ------ | ---- |
| Copa Libertadores   | Palmeiras | Brasil | 2020 |
| Copa Libertadores   | Palmeiras | Brasil | 2021 |
| Recopa Sudamericana | Palmeiras | Brasil | 2022 |

### Distinciones individuales
| Distinción                                     | Año  |
| ---------------------------------------------- | ---- |
| Mejor Jugador de la Final de la Copa de Brasil | 2020 |
| Selección final de la Copa de Brasil           | 2021 |